# 娜娜廣場

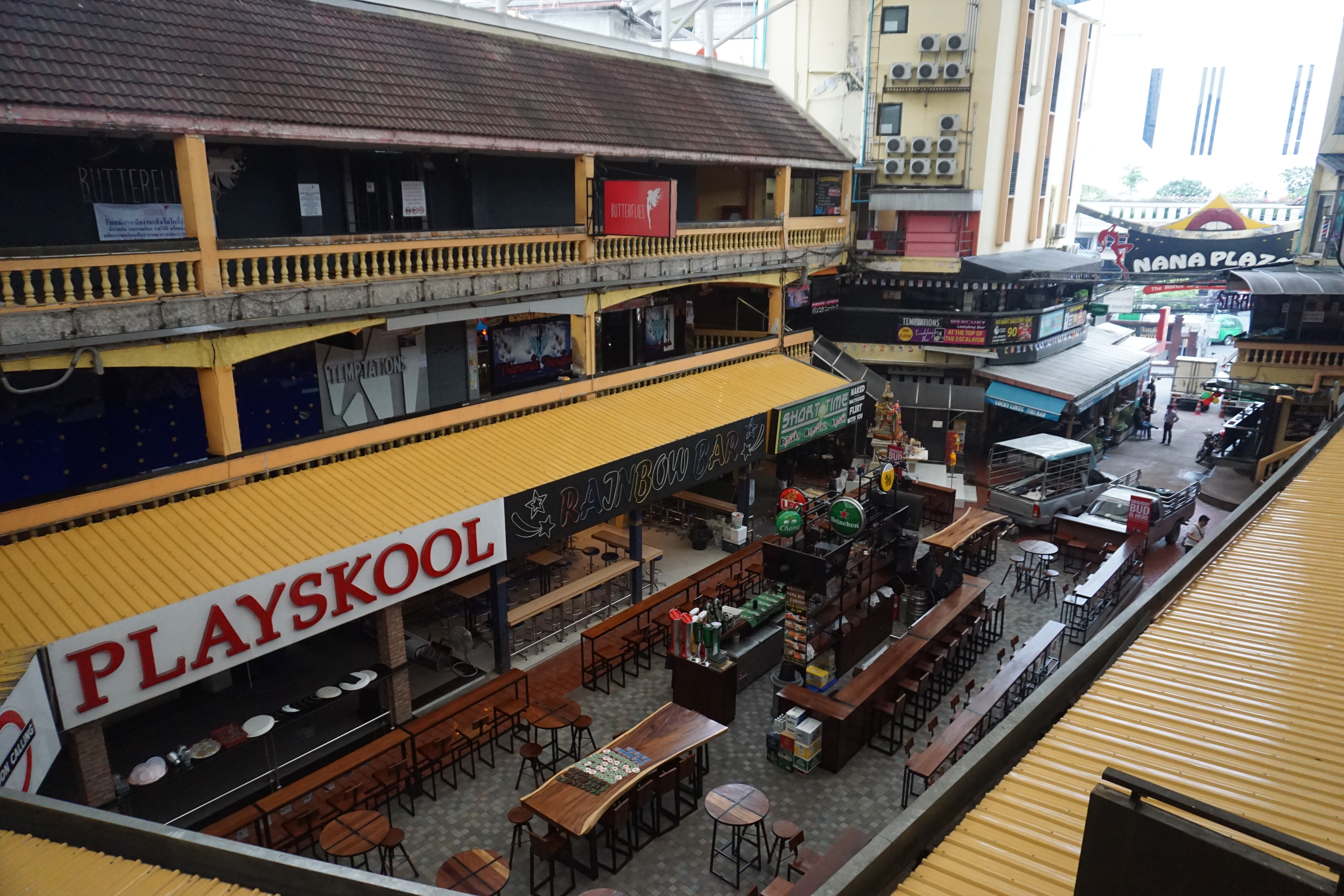
白天的娜娜廣場

娜娜廣場（英語：Nana Plaza），泰國首都曼谷的鬧區之一，以一棟樓高三層的U形建築為中心，內部有各種酒吧，是曼谷最大的妓院。
鄰近的許多特種行業，其消費對象以外國觀光客或外國的駐泰人員為主；該地區有日本駐泰國大使館 、波蘭駐泰國大使館和巴基斯坦駐泰國大使館。最負盛名的是鋼管舞廳女郎以及第三性公關、變性人為主的消費場所。除了作為紅燈區之外，該區也是一般海外觀光客聚集的場所之一。

## 外部連結
- 娜娜廣場的位置圖
- 娜娜廣場的照片冊